# Dissanthelium brevifolium
Dissanthelium brevifolium är en gräsart som beskrevs av Jason Richard Swallen och Oscar Tovar. Dissanthelium brevifolium ingår i släktet Dissanthelium och familjen gräs. Inga underarter finns listade i Catalogue of Life.